# Michael Wilson (basquetebolista)
Michael Wilson, também conhecido como "Wild Thing", é um ex-jogador de basquetebol norte-americano. Jogou no Harlem Globetrotters e na Universidade de Memphis.